# Žydrūnas Savickas
Žydrūnas Savickas (Birzai, Litva, 15. srpnja 1975.) – litavski natjecatelj u natjecanjima snagatora. Smatra se jednim od najsnažnijih ljudi u povijesti športa. Jedini je, koji je pobijedio na svim većim suvremenim natjecanjima snagatora.
Na jednom od najvećih svjetskih natjecanja snagatora "Arnold Classic Strongman", koje je nazvano po Arnoldu Schwarzeneggeru i održava se svake godine u Columbusu u SAD-u, Žydrūnas Savickas pobijedio je šest puta zaredom od 2003. do 2008. godine, dok je 2010. bio drugi, a 2011. treći. Godine 2009. nije nastupio.
Dva puta je pobijedio na IFSA Svjetskom prvenstvu 2005. i 2006. Pobijedio je na natjecanju Fortissimus 2009. godine. Osvojio je titulu najjačeg čovjeka svijeta 2009. i 2010. godine.
Na IFSA Grand Prixu Nizozemske 2006. osvojio je 1. mjesto nakon što je podigao deblo teško 210 kg.
S 175 kg težine tijela, jedan je od najtežih međunarodnih sudionika natjecanja snagatora. Visok je 191 cm.